# Iglesia de San Giacomo de Rialto
La iglesia de San Giacomo di Rialto, popularmente conocida como San Giacometo, es un edificio religioso en la ciudad italiana de Venecia, situada en el distrito de San Polo. Está a la izquierda del famoso Puente de Rialto.

## Historia

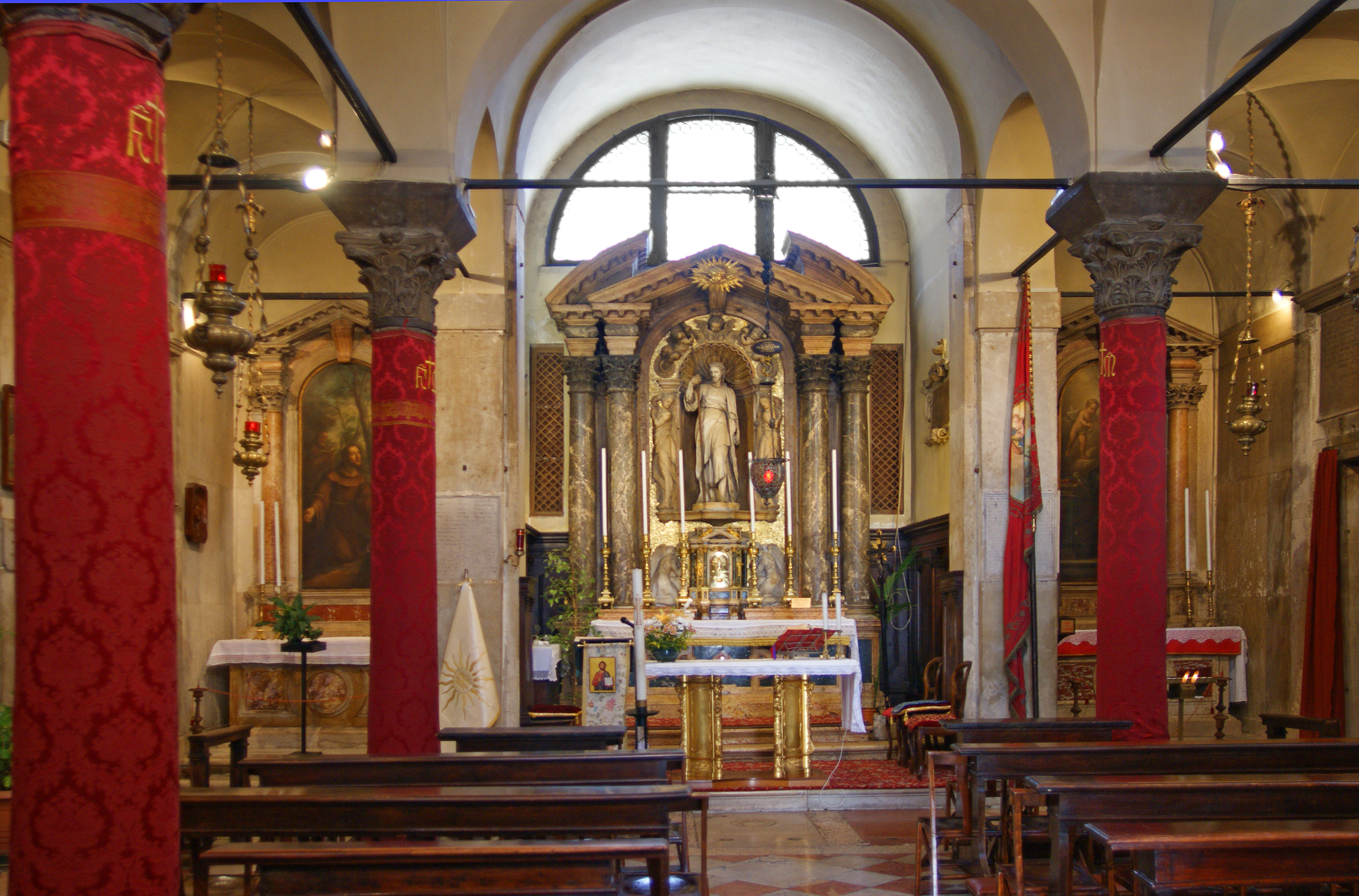
Interior de la iglesia.

Fundada en el año 421, san Giacomo de Rialto se considera tradicionalmente como la Iglesia más antigua de Venecia,  construida por un carpintero, Candioto o Eutinopo, que estaría dedicada al santo titular por sofocar un incendio de grandes proporciones. La edificación actual se realizó alrededor del año 1071.
Estudios más recientes han demostrado que el edificio es mucho más reciente. En un documento datado de 1097, alguien describe el terreno en el que está, sin mencionar la Iglesia. La primera mención de determinadas fechas remonta a mayo de 1152, que dice:

Henricum Navigaiosum plebanum sancti Johaninis et sancti Jacobi de Rivoalto.

Un majestuoso reloj que señala las 24 horas del día corona su fachada del siglo XV.
Durante el Renacimiento, los vendedores del mercado cercano acudían a esta Iglesia para hacer descansos y rezar durante la jornada de trabajo.
En 1513 se escapó del gran incendio que devastó el área comercial adyacente, y en 1601, el dogo Marino Grimani ordenó la restauración, en el que el suelo se elevó para hacer frente a la acqua alta.